# Катеринославська губернська вчена архівна комісія
Катериносла́вська губе́рнська вче́на архі́вна комі́сія — науково-історичне товариство катеринославських істориків, етнографів, краєзнавців і громадських діячів (1903—1916).
Комісія виникла з ініціативи історичної секції Катеринославського наукового товариства. Почесним головою комісії став губернський предводитель дворянства Михайло Миклашевський. Фактичне керівництво комісією здійснював товариш голови Антін Синявський — директор Катеринославського комерційного училища.
Дозвіл Міністерства внутрішніх справ на створення комісії за клопотанням Наукового товариства було одержано в листопаді 1902 року. Перше своє засідання комісія провела 16 березня 1903 року на квартирі губернатора Федора Келлера.
Комісія проіснувала до 1916 року, видавши за цей час 10 випусків «Летописей».
Почесними членами комісії, крім офіційних осіб, були Володимир Антонович, Михайло Грушевський, Дмитро Багалій, Володимир Перетц та інші видатні вчені.
Дійсними членами комісії були як відомі досідники — Дмитро Дорошенко, Дмитро Яворницький, Яків Новицький, так і менш відомі сьогодні, але тоді активні діячі — Василь Біднов, Олександр Богумил, Володимир Машуков, Антін Синявський та ін.
Завдяки членам комісії було знайдено і введено до наукового обігу багато історичних джерел, особливо з історії Запорозького козацтва. Комісія обстежила і склала опис церковної старовини Катеринославщини, виявила і описала архіви губернського правління, Катеринославської духовної консисторії, Самарського Пустинно-Миколаївського монастиря, а також фамільні зібрання документів у місцевих поміщиків, зокрема Г. П. Олексіїва, О. Магденка, П. Гладкого. Бібліографічний покажчик видано окремою брошурою.

## «Лѣтопись Екатеринославской ученой архивной комиссіи»
«Лѣтопись Екатеринославской ученой архивной комиссии» — друковане видання Катеринославської губернської вченої архівної комісії (1903–16) — науково-історичного товариства катеринославських істориків, етнографів, археологів, археографів, краєзнавців, літературознавців, громадських діячів. Побачило світ 10 вип. «Летописи…» (1-й вип. — 1904; 2-й та 3-й вип. — 1905; 4-й вип. — 1908; 5-й вип. — 1909; 6-й вип. — 1910; 7-й вип. — 1911; 8-й вип. — 1912; 9-й вип. — 1913; 10-й вип. — 1915). Усі вони виходили за редакцією заст. голови комісії А.Синявського. У «Летописи…» опубл. документи з архіву Коша Запорозької Січі, архівів катеринославського губернського правління, катериносл. духовної консисторії, місц. церков та родинних архівів. Друкувалися актові й наративні (англ. і франц. narrative — розповідь, оповідання, від лат. narrare — розповідати) джерела, переважно 2-ї пол. 18 — 1-ї пол. 19 ст. з історії запороз. козацтва, місц. краю, правосл. церкви та взагалі з історії України, а також істор. й літ. розвідки М.Бикова, В.Біднова, В.Данилова, Д.Дорошенка, В.Машукова, Я.Новицького, І.Огієнка, В.Пічети, А.Синявського, А.Скриленка, Д.Яворницького та ін.